# Circolo Nautico Posillipo 1964
Questa voce raccoglie le informazioni riguardanti il Circolo Nautico Posillipo nelle competizioni ufficiali della stagione 1964.

## Stagione
Nella stagione 1964 il Posillipo partecipa al campionato di serie B, classificandosi all'8º posto e retrocede in serie C.

## Rosa
| N° |                   | Ruolo | Giocatore       |
| -- | ----------------- | ----- | --------------- |
|    | Italia (bandiera) | P     | Mario Magni     |
|    | Italia (bandiera) |       | Jodice          |
|    | Italia (bandiera) |       | Franz Di Mehlem |
|    | Italia (bandiera) |       | Josti           |

| N° |                   | Ruolo | Giocatore     |
| -- | ----------------- | ----- | ------------- |
|    | Italia (bandiera) |       | Bruno Scaglia |
|    | Italia (bandiera) |       | Lucio Rossi   |
|    | Italia (bandiera) |       | Russo         |
|    | Italia (bandiera) |       | Borrelli      |